# Línea de Reading a Basingstoke
La Línea de Reading a Basingstoke es un enlace ferroviario entre Línea Principal del Sur Oeste y la Línea Principal del Great Western, construido por el Great Western Railway entre 1846 y 1848. Cuenta con servicios locales del GWR entre Reading y Basingstoke, con parada en las estaciones intermedias de Reading West, Mortimer y Bramley. La línea también es una ruta importante para los servicios de carga y pasajeros de mayor distancia: los servicios CrossCountry de Bournemouth y Southampton a Birmingham y el norte de Inglaterra y los trenes de carga entre el Puerto de Southampton y las Midlands utilizan la línea. Los servicios de fin de semana de South Western Railway también operan entre Reading y Salisbury.
La parte norte de la línea, incluida la estación de Reading West, se comparte con la Línea Reading–Taunton, que se bifurca hacia el oeste en Southcote Junction, en los alrededores de Reading. Al norte de Reading West, la línea se une a la Línea Principal del Great Western, con curvas que orientadas tanto al este como al oeste. La línea principal aquí comprende dos pares de vías, con las vías generales al sur y las secundarias al norte, y un sistema de cruces a distinto nivel permite el acceso a las vías secundarias (tanto en dirección este como oeste) y a ambos lados de las vías generales (hacia el este) sin necesidad de cruzar vías a nivel. La línea es de vía doble en todo momento, con la velocidad limitada a 75 millas por hora (120,7 km/h). Hay un paso a nivel en la estación de tren de Bramley, mientras que todos los demás cruces de carreteras se realizan mediante puentes por debajo o por encima de las vías.

## Historia

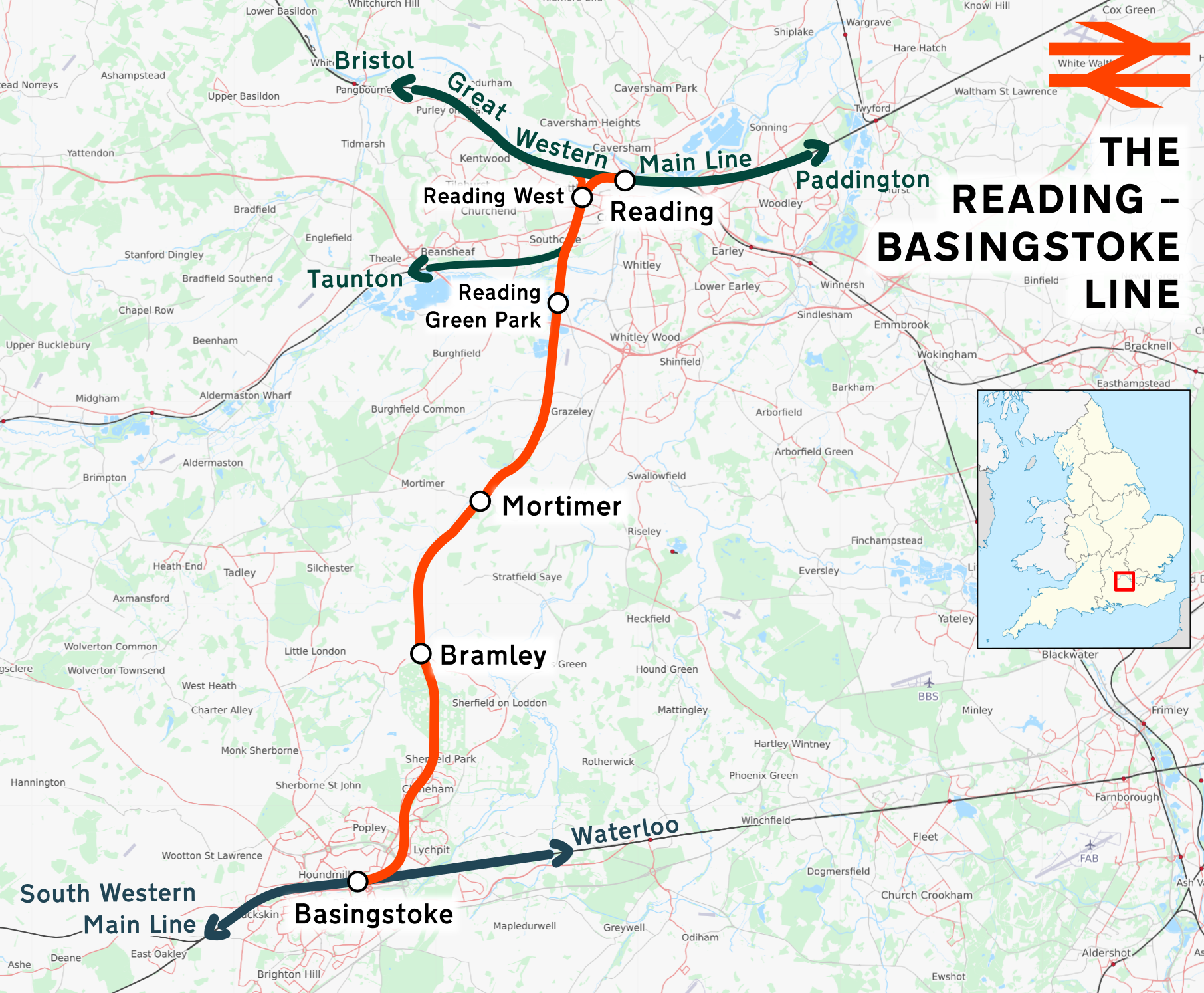
Mapa de la línea

Ya en 1843, el Ferrocarril de Londres y del Suroeste propuso originalmente un trazado de ferrocarril como enlace entre Basingstoke, Newbury y Didcot. Mientras tanto, una nueva empresa, el Ferrocarril de Berks y Hants, tuvo la idea de construir el enlace entre Basingstoke y Reading. El Ferrocarril de Berks y Hants se unió al Great Western Railway antes de que se hubiesen colocado las vías.
Entre la estación de tren de Reading y Basingstoke, el ferrocarril fue construido para el GWR por el ingeniero Isambard Kingdom Brunel, que usó las vías de gran ancho ideadas por él mismo. Dado que la línea principal en Basingstoke usaba el ancho estándar, no era práctico para los ferrocarriles compartir la misma estación, y el GWR construyó una estación al norte de la estación del L&SWR. La línea tenía una única estación intermedia en Mortimer.
En 1846, antes de que se construyera la línea, los Comisionados del Ancho de Vía (Ley de Regulación de Ancho de Vía) recomendaron al Parlamento que la Línea de Reading a Basingstoke se construyera con ancho estándar. En 1854, se ordenó al Great Western convertir el ferrocarril al ancho estándar entre Reading y Basingstoke antes del 7 de febrero de 1856, o tener que afrontar una multa de 200 libras diarias. Sin embargo, no fue hasta el 22 de diciembre de 1856 que se abrió una vía de ancho mixto. Basingstoke mantuvo su estación del Great Western separada hasta el 1 de enero de 1932, cuando los trenes se desviaron desde la antigua estación a la estación del L&SWR, a la que se la añadió un andén (todavía en uso).
En 1895, se abrió una estación de tren en Bramley, y más adelante, en 1917, se abrió un depósito de suministros militares denominado Bramley Ordnance Depot, que disponía de una compleja red de apartaderos. El depósito se usó para fabricar y almacenar municiones, y estuvo operativo hasta 1987. En 1906 se abrió otra estación en Reading West, lo que permitió que los trenes de larga distancia hicieran escala en Reading sin la necesidad de dar marcha atrás en la estación principal de Reading, aunque esta posibilidad no se empleó sistemáticamente. Esta circunstancia pasó a ser un problema menor cuando se introdujeron los trenes désel de unidades múltiples, que podían dar marcha atrás fácilmente en Reading General.
El tramo de línea entre Southcote Junction y Basingstoke se volvió a señalizar en 2006 con el fin de aumentar la capacidad de la línea.

## Servicios

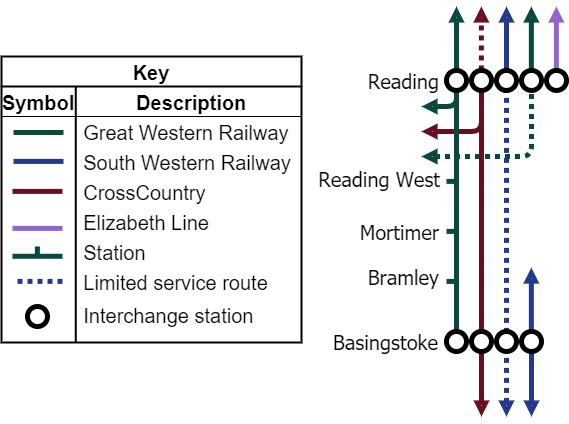
Un mapa de la línea Reading-Basingstoke que muestra las compañías operadoras de trenes que la atienden

Por la ruta circulan dos servicios cada hora en cualquier dirección, que son operados con paradas en todas las estaciones intermedias por Great Western Railway usando trenes Clase 165 o Clase 166, relevando a dos unidades Clase 150. Un tren adicional en cada sentido cada hora, a veces cada media hora, es operado por CrossCountry, pero no hace escala en las estaciones entre Reading y Basingstoke. South West Trains previamente disponía de servicios a Brighton en esta ruta. A partir del 19 de mayo de 2019, South Western Railway pasó a ofrecer servicios dominicales, programados cada hora entre las 08:00 y las 18:00.

## Futuro
La línea figura en Network Rail como parte de la ruta 13, la Línea Principal del Great Western, y debía haberse electrificado con un tendido aéreo de 25 kV para 2017 como parte del correspondiente plan de modernización. Sin embargo, se retrasó hasta el período 2019-2024.
En julio de 2007, se acordaron planes para construir una estación en Reading al sur de Southcote Junction en el parque empresarial de Green Park, que también prestaría servicios a los suburbios del sur de Reading y al Madejski Stadium. Se esperaba que su construcción se completara en 2010, pero para 2011 el trabajo no había comenzado y los planes se suspendieron. Los planes se restablecieron en 2013 y, después de varios retrasos adicionales, la construcción finalmente se puso en marcha en 2019, justo a tiempo para ser retrasada aún más por la pandemia de COVID-19. En octubre de 2020, se informó que abriría a finales del verano de 2021 "como muy pronto". En junio de 2021, Network Rail anunció que la apertura se había pospuesto desde abril hasta junio de 2022.
También se han discutido planes a lo largo de los años para una nueva estación más al norte de Basingstoke, que sirva al suburbio de Chineham. Sin embargo, existen dudas sobre la capacidad de la línea para soportar una estación más después de la apertura de Green Park. La línea entre Southcote Junction y la Línea Principal del Great Western tiene mucho tráfico y, en 2015, el Estudio de la Ruta Occidental del Network Rail sugirió la provisión de una conexión a distinto nivel en Southcote, con una tercera vía entre allí y Oxford Road Junction en Reading West.

## Galería

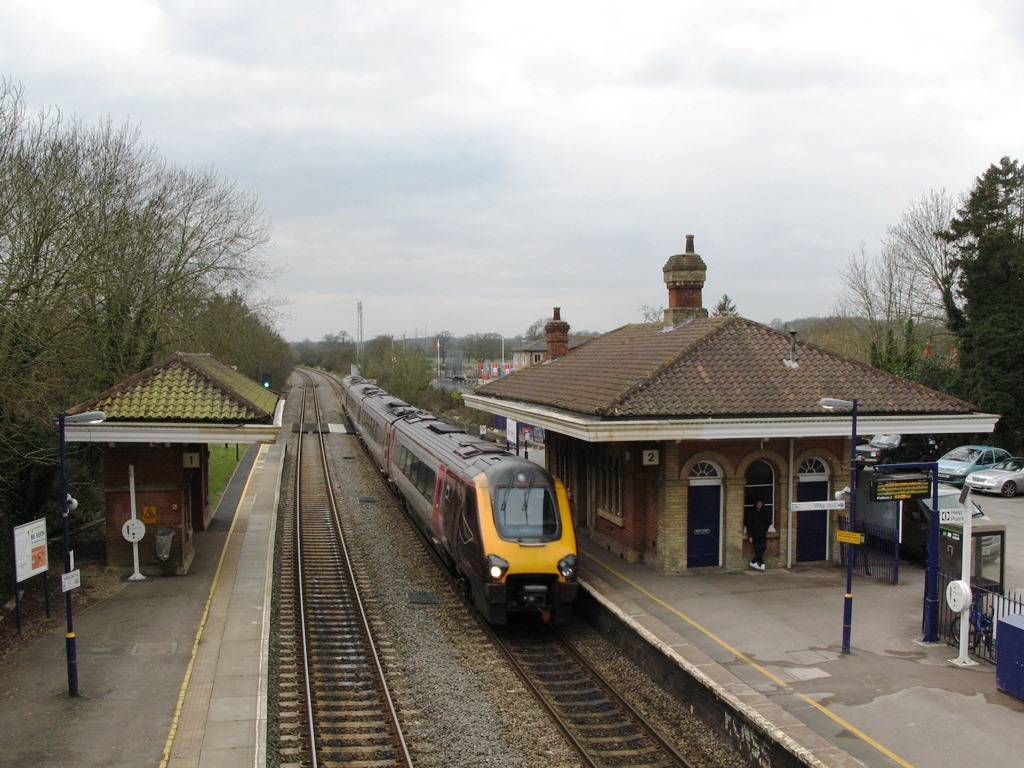
Un servicio CrossCountry en dirección norte acelera a través de Mortimer
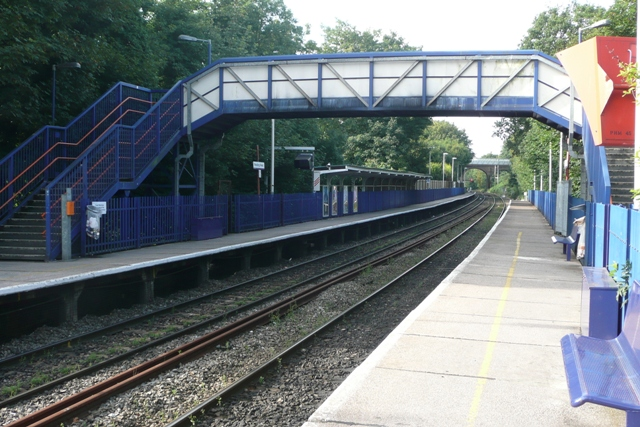
Reading West, mirando hacia Basingstoke
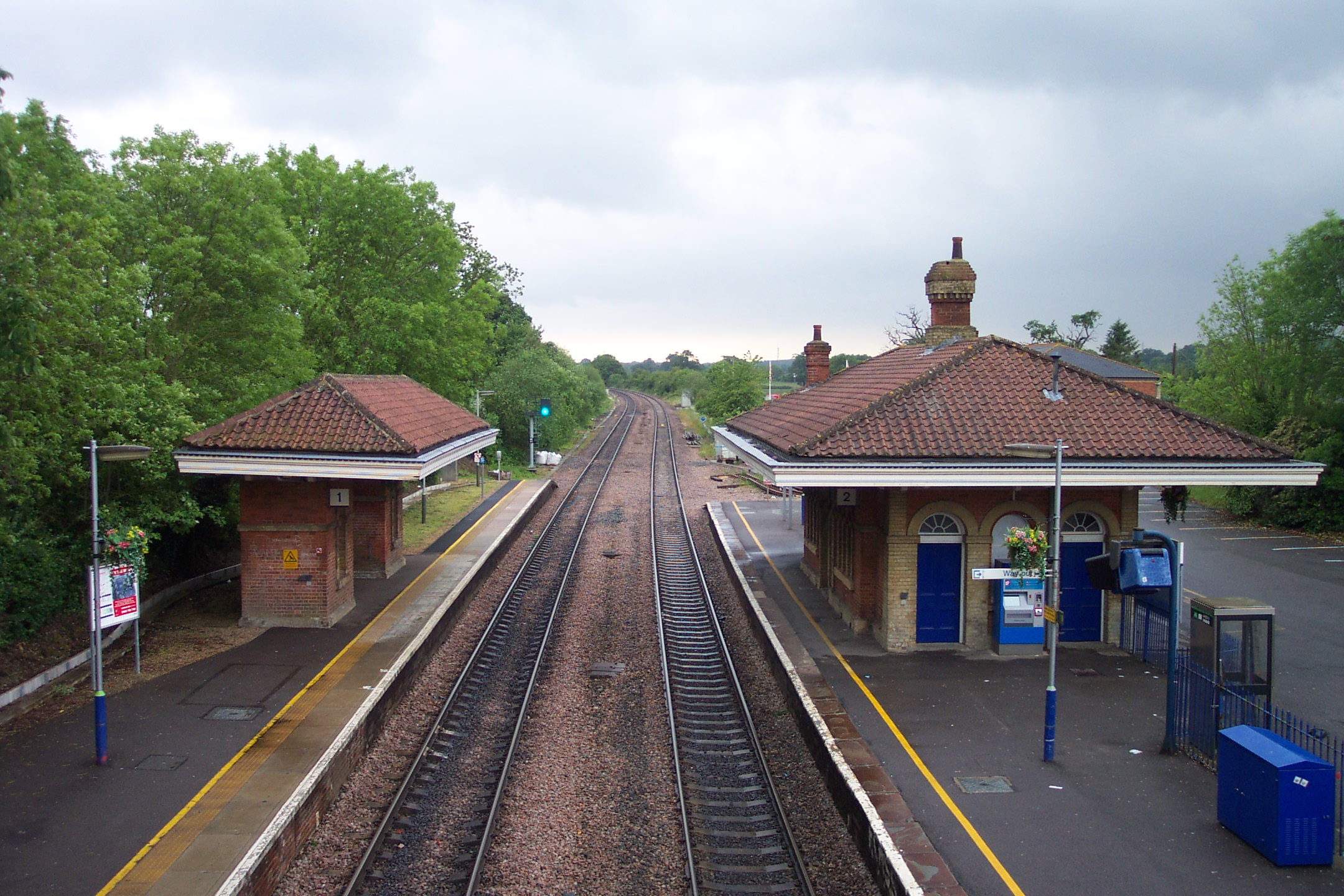
Mortimer, mirando hacia Basingstoke
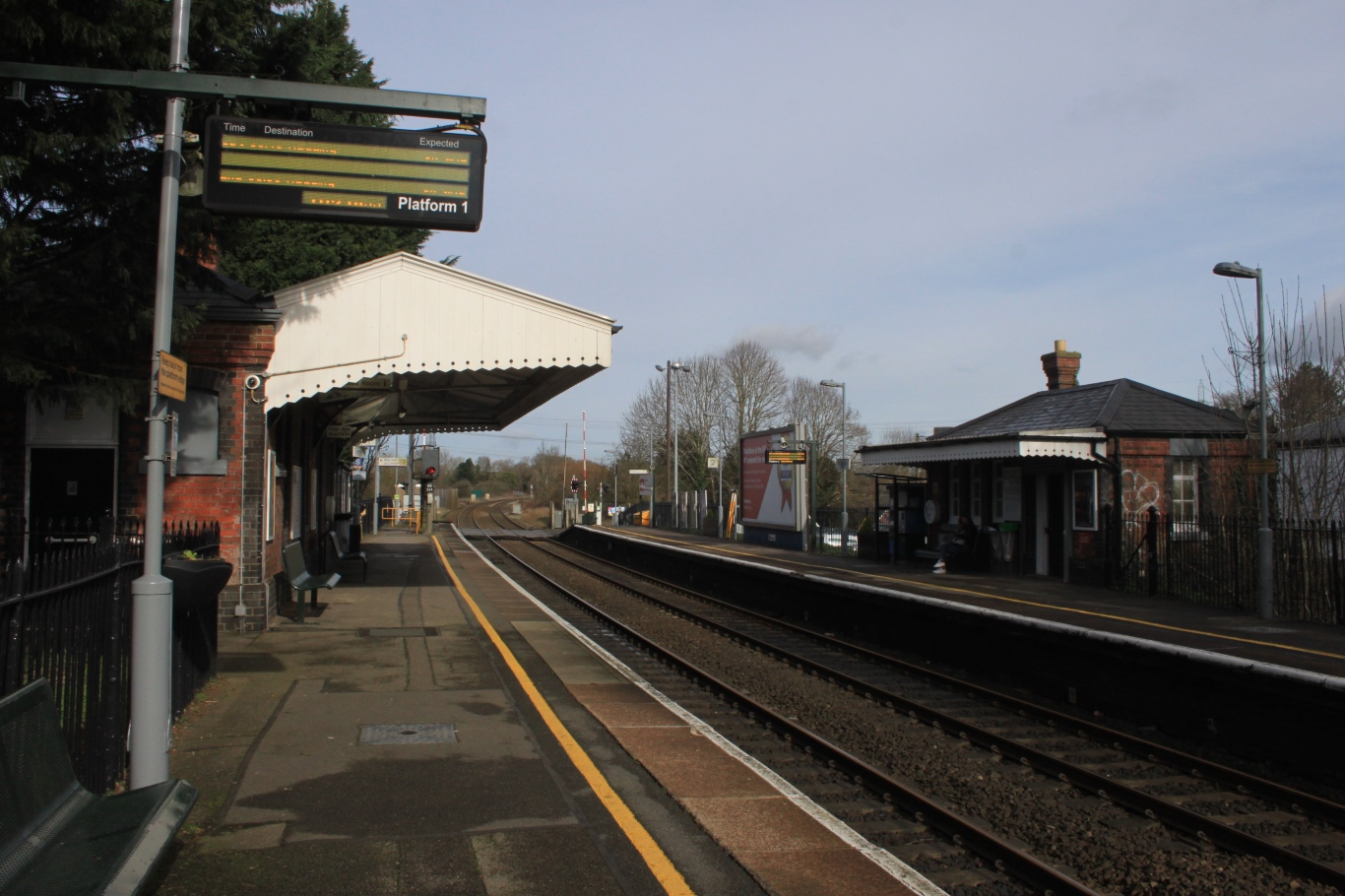
Bramley, mirando hacia Reading
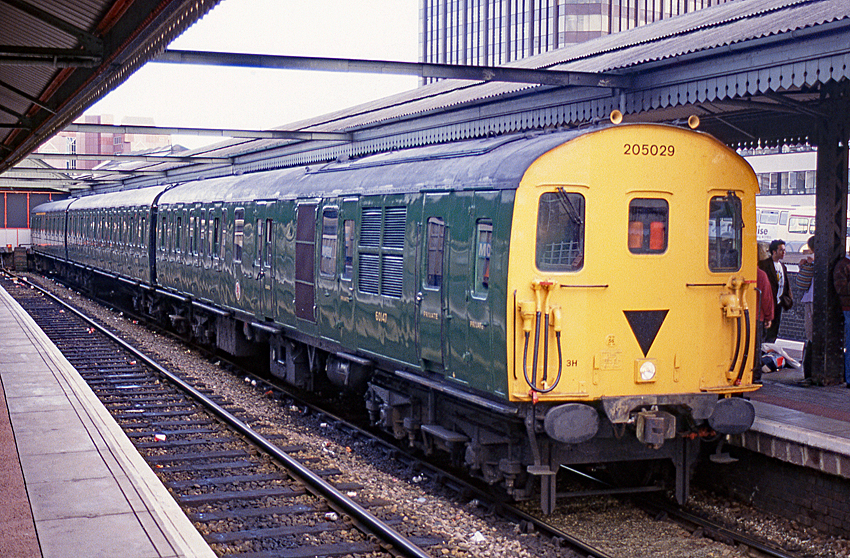
Unidades BR Región Sur 3H Clase 205 en la Línea